# Caspiosoma caspium
Caspiosoma caspium es una especie de peces de la familia de los Gobiidae en el orden de los Perciformes.

## Morfología
Los machos pueden llegar a alcanzar los 4,5 cm de longitud total.

## Alimentación
Come invertebrados bentónicos, rotíferos y algas.

## Hábitat
Es un pez de Clima templado y demersal que vive entre 2-8 m de profundidad.

## Distribución geográfica
Se encuentra en el mar de Azov, el mar Caspio y al noroeste del mar Negro.

## Observaciones
Es inofensivo para los humanos.